# 柴田睦夫
柴田 睦夫（しばた むつお、1928年7月28日 - 2013年4月26日）は日本の弁護士、政治家。衆議院議員（日本共産党公認、通算5期）。元静岡第一テレビアナウンサーの柴田将平と元NHK福岡放送局キャスターの柴田文子は孫にあたる。

## 来歴
福岡県三井郡立石村（現・小郡市）出身。福岡県立朝倉中学校2年で大阪の陸軍幼年学校に転入、旧制福岡高校、東京大学法学部政治学科卒業後、厚生省勤務を経て、1954年弁護士を開業、東京合同法律事務所に入る。弁護士時代は自由法曹団に所属し、松川事件や藤本事件などの弁護団に加わった。この間、1956年には千葉市中央区に柴田睦夫法律事務所を開設、同法律事務所は後に千葉第一法律事務所と名を変え、現在に至る。
1972年の衆院選で千葉1区から立候補し初当選。千葉県初の日本共産党代議士となった。以後衆議院議員を5期務めるが、1990年の衆院選にて落選したのを機に政界を引退する。地盤は現党中央委員会議長の志位和夫に譲る。
2013年4月26日、急性硬膜下血腫のため死去。84歳没。

## 政歴
- 1972年 第33回衆議院議員総選挙 千葉1区 当選
- 1976年 第34回衆議院議員総選挙 千葉1区 当選
- 1979年 第35回衆議院議員総選挙 千葉1区 当選
- 1980年 第36回衆議院議員総選挙 千葉1区 落選
- 1983年 第37回衆議院議員総選挙 千葉1区 当選
- 1986年 第38回衆議院議員総選挙 千葉1区 当選
- 1990年 第39回衆議院議員総選挙 千葉1区 落選